# Blågrå skölding
Blågrå skölding (Pluteus salicinus) är en svampart som först beskrevs av Christiaan Hendrik Persoon, och fick sitt nu gällande namn av Paul Kummer 1871. Blågrå skölding ingår i släktet Pluteus och familjen Pluteaceae.  Arten är reproducerande i Sverige. Utöver nominatformen finns också underarten floccosus.